# 臺灣總督府專賣局澎湖出張所
台灣總督府專賣局澎湖出張所，俗稱公賣局、專賣局，澎湖專賣局業務成立於1922年，1947年改組作臺灣省菸酒公賣局澎湖辦事處，現為臺灣菸酒股份有限公司高雄營業處馬公營業站，其澎湖出張所廳舍建築於1938年12月30日竣工，在2002年12月16日登錄為澎湖縣歷史建築。

## 澎湖公賣制度沿革
台灣公賣制度淵源已久，可追溯至清領時期的官賣、官銷制度，如樟腦、食鹽、鴉片、硫磺、煤炭等皆被列為官賣產品，但是制度上設計以及管理上並不完備，常有壟斷以及家族私有化色彩，不僅成效不彰，連保存文獻資料紀錄亦不詳實。澎湖地區四面環海之故，以官賣事業鹽為主，自南明東寧王國時期便有抽鹽稅的紀錄，在清領時期鹽務官辦、民辦兼有之。:21

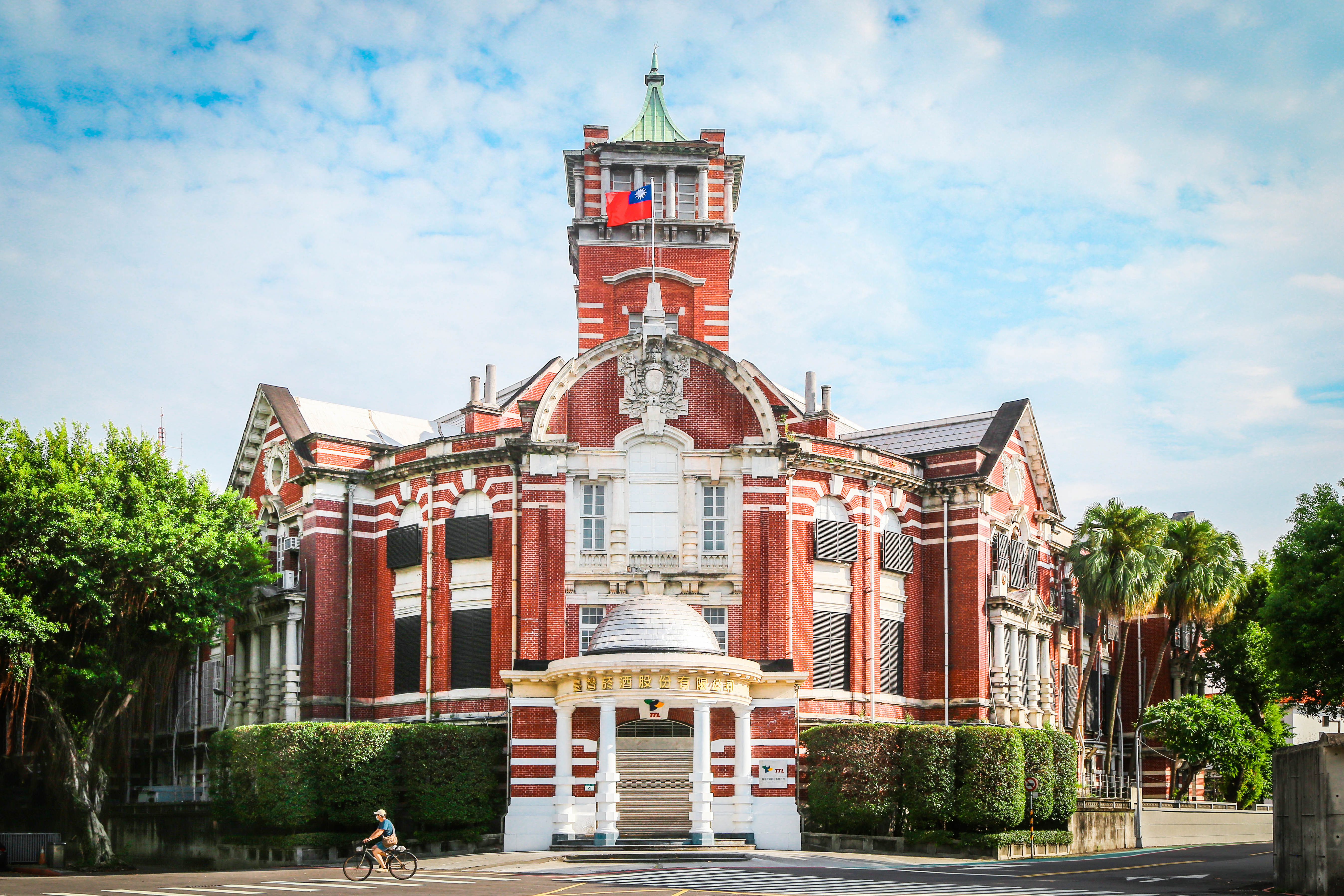
1922年落成的臺灣總督府專賣局建築外觀，1998年六月已登錄為中華民國國定古蹟，現為臺灣菸酒股份有限公司的總部。

### 日治時期
1895年（明治28年、光緒21年），日本與大清帝國簽署馬關條約之後，將台灣、澎湖群島列入日本帝國版圖，因日本統治初期台灣地區的財政支出龐大，台灣總督府除仰賴日本本土的國庫補助，也必須盡快自籌財源，才能達到財政自主的目的，其中明治30年（1897年）將阿片煙膏列為專賣項目，成立臺灣製藥所，便是臺灣總督府專賣制度的濫觴。:22
明治34年（1901年），時任民政長官後藤新平將負責專賣項目的製藥所、鹽務局、樟腦局整併成「專賣局」，直屬臺灣總督府，嗣後將專賣制度推行全台，在台灣各地設置支局。:22大正11年（1922年）台灣總督府將專賣局台南出張所裁撤，改設專賣局台南支局，轄下單位有嘉義、高雄、旗山、屏東、恆春與澎湖等出張所相應設立；其中澎湖出張所專賣業務包括「食鹽」、「煙草」、「酒類與酒精」上述三項的買賣、保管以及取締相關事業等事項。
總計日治時期終結之前，專賣局專賣項目陸續有阿片、食鹽、樟腦、煙草、酒類、啤酒（麥酒）、無水酒精、度量衡、火柴、石油，共計十項，其中鹽、樟腦、啤酒准允人民製產外，其餘生產、銷售皆是官方掌握。:22-23

### 中華民國時期
1945年二戰結束之後，中華民國政府接收台灣、澎湖，同時也沿續日治時期的專賣局制度，改制為「臺灣省菸酒公賣局」，中華民國政府在前朝五項專賣之中，僅保留獲利最高的「菸草」與「酒類」兩項，「專賣」改稱「公賣」，原「臺灣總督府專賣局澎湖出張所」改組成「臺灣省菸酒公賣局澎湖辦事處」，但因接收初期行政體制動盪、經濟不穩之故，民國36年至38年（1945年－1947年）之間便改過四次單位名稱，直到第四次民國36年（1947年）9月，「臺灣省菸酒公賣局澎湖營業所」又改回「臺灣省菸酒公賣局澎湖辦事處」方較為穩定；嗣後在民國54年（1965年）才再改組「臺灣省菸酒公賣局澎湖分局」，延續至民國91年（2002年）7月1日，臺灣省菸酒公賣局民營化，改組「臺灣菸酒股份有限公司」，澎湖分局被併入高雄營業處:23-27，正式名稱為「臺灣菸酒股份有限公司高雄營業處馬公營業站」。整體而論，臺灣菸酒公賣局在澎湖地區的業務，基本上皆以銷售為主，少涉製造。:15-16
| 職稱       | 業務內容                                                 |
| ---------- | -------------------------------------------------------- |
| 分局長     | 綜合全局業務。                                           |
| 總務課     | 人事、庶務、文書、出納、採購等。                         |
| 業務課     | 負責產製配銷、查緝各處有無私下製釀或變造菸酒之業務。     |
| 主計課     | 承辦產品計算、預算控制、帳務處理、資料統計、收集編報等。 |
| 駐局警衛   | 管理不屬於上述課室之外的業務。                           |
| 福利委員會 | 操辦全分局員工的福利事宜。                               |

### 配銷制度
由於公賣制度之下，官方一手掌握菸、酒的產量以及銷售，相應出來的業務便是「配銷制度」（經銷所），即官方為了銷售專賣項目，便集結各地零售商聯合辦理銷售的組織機構營運而生，稱作「配銷所」，源自日治時期的「賣捌所（日语：／ urisabakishō）」。民國42年（1953年）10月，中華民國政府重新改擬「菸酒配銷機構改進方案」，才正式將上述銷售機構改稱「配銷所」，配銷所在民國43年（1954年）正式成立，各地零售商可推舉配銷所主任及監理各一人，有任期限制，但可參選連任，亦有地方農會、各地合作社代辦菸酒配銷的狀況，可由法定代理人兼任「菸酒代銷部主任」，但澎湖縣農會各鄉鎮的代銷部經營不善，業務不振，相繼停辦，於是澎湖公賣制度主要配銷對象是基層的零售商做販售對象。:23-26
| 配銷單位   | 轄區                                | 菸酒零售商 | 香菸零售商 | 福利社 | 合計 | 佔總營收百分比 |
| ---------- | ----------------------------------- | ---------- | ---------- | ------ | ---- | -------------- |
| 馬公配銷處 | - 馬公市 - 湖西鄉 - 望安鄉 - 七美鄉 | 475        | 20         | 78     | 573  | 82.39%         |
| 白沙分配站 | - 白沙鄉                            | 57         | 0          | 8      | 65   | 6.64%          |
| 西嶼分配站 | - 西嶼鄉                            | 71         | 0          | 3      | 74   | 8.05%          |
| 門市部     |                                     | 0          | 0          | 0      | 0    | 2.92%          |
| 合計       | 1市5鄉                              | 603        | 20         | 89     | 712  |                |

## 廳舍位址

### 日治時期
大正11年（1922年）4月26日，臺灣總督府專賣局正式設立澎湖分所，最初沒有獨立辦公廳舍，而是附屬於高雄州澎湖郡辦公署（即舊澎湖廳舍，前清澎湖鎮總兵官署）的財政課內，在6月5日借用民房做為事務所 ，地址位於馬公街288番地；根據「財團法人古都保存再生文基金會」的調查報告書，檢閱當時的地籍圖，判讀288番地應是位於馬公港的前端腹地左右，但無法判定確切位置。翌年旋即因業務拓展、倉儲空間不足，便借用「臺灣軍經理部澎湖島派出所」的倉庫。後透過口述訪談得知，澎湖出張所在昭和五年（1930年）間，一度設置於舊澎湖廳舍西側（約在今馬公市中正路麥當勞一帶:84），但何時遷移以及使用的時間不詳，後來推測因昭和八年（1933年），原澎湖廳舍因老舊不敷使用，澎湖廳啟動新的市區改正計畫，在鬼仔山一帶（今馬公市中興里:20）闢建新的澎湖廳舍:80，澎湖出張所約莫也在此一時期乃有日後的獨立廳舍建造規畫。:10-15
昭和13年（1938年）7月28日，專賣局澎湖出張所之廳舍暨倉庫新建工程開工，同年12月30日竣工；昭和14年（1938年），澎湖出張所辦公廳舍才正式進駐鬼仔山今址。:17

### 中華民國時期
民國38年至49年（1949年－1960年），原澎湖出所廳舍土地奉令撥予澎湖防衛司令部使用（早在民國34年至38年，即1945年至1949年之間，便是馬公要塞司令部所用），澎湖辦事處只得與澎湖縣政府租借當時高雄地方法院在澎湖的出張所房舍做臨時辦事處以及員工宿舍，當時的地址為馬公鎮光復路五巷內（原澎湖一信光復分社附近:15），也在新生路78號租借兩處房舍做作業場地。:23-24民國50年（1961年），澎湖防衛司令部歸還辦公廳舍予臺灣省菸酒公賣局，才重回今址辦公營業。

## 廳舍建築
澎湖出張所建築設計為U字形配置的二層樓现代主义建筑，中央主棟為辦公場所，兩翼為倉儲空間，並採用退縮入口作法凸顯主入口的位置，因時代影響而強調機能為優先，因為在三角窗處內縮，在辦公室部分規劃圓弧形及水平板造型為主的簡潔飾調設計。儲藏倉庫則屬對稱配置，較著重以簡潔造型呈現。當前，出張所建築現有空間由主辦公室及南翼第一倉庫（酒類倉庫）、北翼第二倉庫（菸草倉庫）三棟建築構成，另有回收倉庫（原雜品倉庫）及連接廊道等；附屬設施則有二戰時期增建圍牆，西側北側防空壕各一:84，其中北側防空壕亦被登錄做澎湖縣歷史建築。 

### 日治時期
澎湖出張所廳舍總體設計是由總督府專賣局庶務課營繕係負責，根據《臺灣總督府專賣局檔案》記載，澎湖出張所在日治時期結束前，在昭和13年至19年（1938年－1944年）之間總計有七次工事記錄，茲列如下表：:17-23
| 次數   | 年份   | 工事名稱                         | 工程項目                                                                                           | 起工時間 | 竣工時間 | 總工作日 | 監工者   | 承包商     | 工程經費與備註                                 |
| ------ | ------ | -------------------------------- | -------------------------------------------------------------------------------------------------- | -------- | -------- | -------- | -------- | ---------- | ---------------------------------------------- |
| 第一次 | 1938年 | 澎湖出張所廳舍與倉庫新築工事     | - 廳舍（62.45坪，石造） - 煙草倉庫（40坪，石造） - 酒類倉庫（40坪，石造） - 食鹽倉庫（15坪，木造） | 7月28日  | 12月30日 | 約155日  | 垣內金一 | 中村秀藏   | - 工程費用：28,000圓 - 電燈設備：426圓（19盞） |
| 第二次 | 1939年 | 出張所所長官舍之新築與附屬工事   | - 所長官舍（木造）                                                                                 | 1月3日   | 3月31日  | 89日     | 桝田松男 | 陳壬子     | - 6,960圓                                      |
| 第三次 | 1939年 | 出張所廳舍及倉庫附帶工事         | - 木門扇（3處倉庫門扇） - 圍牆（硓𥑮石）                                                           | 1月3日   | 2月25日  | 26日     | 桝田松男 | 陳壬子     |                                                |
| 第四次 | 1939年 | 廳舍附屬渡廊下及官舍物置新設工程 | - 兩處廊道（各4.27坪） - 官舍物置（2坪儲藏室）                                                     | 10月23日 | 11月20日 | 29日     | 吳萬強   | 許令咸     | - 419圓 - 設計者為垣內金一                     |
| 第五次 | 1939年 | 新設置硓𥑮石石造圍牆工程         | - 圍牆（約32公尺）                                                                                 | 5月18日  | 5月25日  | 8日      |          | 陳壬子     | - 155圓                                        |
| 第六次 | 1940年 | 出張所雜品倉庫工事               | - 雜品倉庫                                                                                         | 3月23日  | 3月31日  | 8日      |          |            |                                                |
| 第七次 | 1944年 | 出張所鹽倉庫新築工事             | - 鹽倉庫                                                                                           | 2月25日  | 3月31日  |          | 丸田常廣 | 大渡又次郎 | - 9,100圓                                      |

### 中華民國時期
1945年之後，「專賣局澎湖出張所」更易所屬單位為臺灣省菸酒公賣局，單位名稱也改為「澎湖辦事處」，在民國38年（1949年）五月間，澎湖辦事處之辦公室奉令撥借予澎湖防衛司令部，民國50年（1961年）才歸返澎湖辦事處使用，期間長達六年。軍方在辦事處增建兩棟宿舍、一棟儲藏室以及廁所，皆為硓𥑮石石造建築，但確切動工時間不詳，嗣後澎湖辦事處亦因空間不敷使用考量，自民國50年至95年間（1961年－2004年），總計有11件可考的擴建工程，茲列如下表：:24-29
| 次數     | 興建時間   | 建物名稱         | 擴建位置            | 建築構造                   | 面積（m²） |
| -------- | ---------- | ---------------- | ------------------- | -------------------------- | ---------- |
| 第一次   | 1962年6月  | 成品建築         | 馬公市復國路23號    | RC+硓𥑮石石造建築，平房    | 350.75     |
| 第二次   | 1964年6月  | 車庫             | 馬公市復國路23號    | 空心磚造                   | 65.12      |
| 第三次   | 1964年9月  | 辦公廳           | 馬公市民生路42號    | R.C 建築，平房             | 130.16     |
| 第四次   | 1965年8月  | 洋菸酒門市部     | 馬公市民生路42號    | R.C 建築，平房             | 30.16      |
| 第五次   | 1966年6月  | 宿舍（四戶一棟） | 馬公市民生路59~65號 | R.C 加強空心磚造建築，平房 | 262.16     |
| 第六次   | 1966年6月  | 宿舍（四戶一棟） | 馬公市民生路67~73號 | R.C 加強空心磚造建築，平房 | 262.16     |
| 第七次   | 1968年8月  | 宿舍（四戶一棟） | 馬公市民生路51~57號 | R.C 加強空心磚造建築，平房 | 184.77     |
| 第八次   | 1969年12月 | 成品倉庫         | 馬公市復國路23-1號  | R.C 加強磚造建築，平房     | 225.57     |
| 第九次   | 1976年5月  | 倉庫區值勤室     | 馬公市復國路23號    | R.C 加強磚造建築，平房     | 39.69      |
| 第十次   | 1989年8月  | 第六號倉庫       | 馬公市民生路44號    | R.C 建築，兩層樓           | 571.68     |
| 第十一次 | 2004年後   | 新馬公營業站     | 馬公市民生路44號    | R.C 建築，兩層樓           | 不詳       |

民國51年（1962年）宿舍建築原計畫是興建公寓式宿舍兩棟，但因此處鄰近軍事基地，後來鑒於軍事安全考量，仍是以平房建築為主。:26
民國91年（2002年）因應菸酒公賣局民營化改制需求，澎湖縣政府辦理馬公市都市計畫變更檢討，公賣局用地保留民生路以北，但將原「機關用地」更易成「商業區」和「廣場用地」，而民生路以南則變更為「公園用地」，在民國92年（2003年）9月公告實施。現今出張所廳舍做為臺灣菸酒股份有限公司所有歷史建築，除舊U型設計廳舍本體因過於老舊停止使用之外，其餘建築如倉庫等仍持續使用，原民生路以南（馬公段1958地號）的地上建物悉數被拆除，後整建成「史蹟公園」。:29

## 圖輯

### 建築外觀

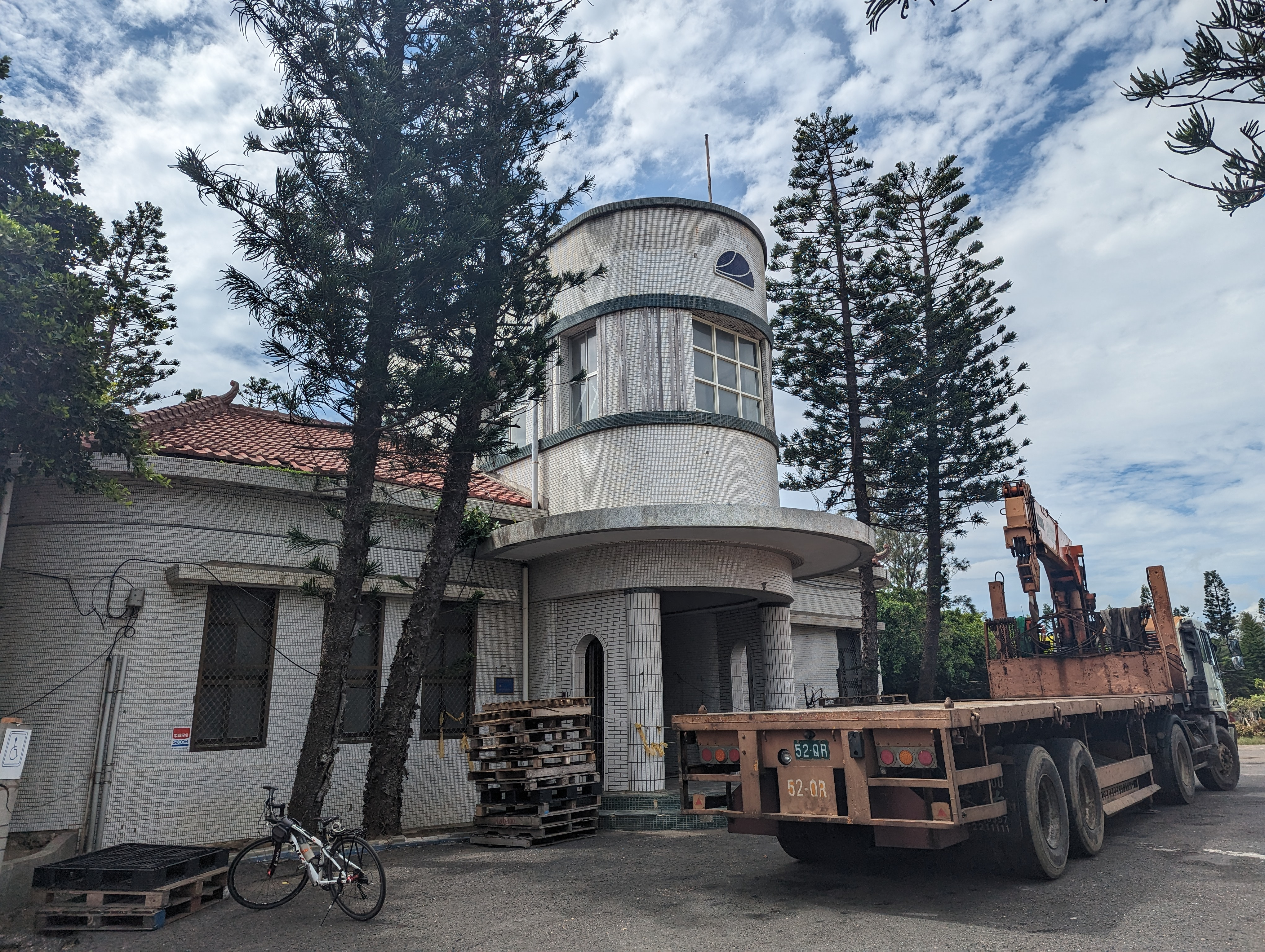
出張所廳舍歷史建築
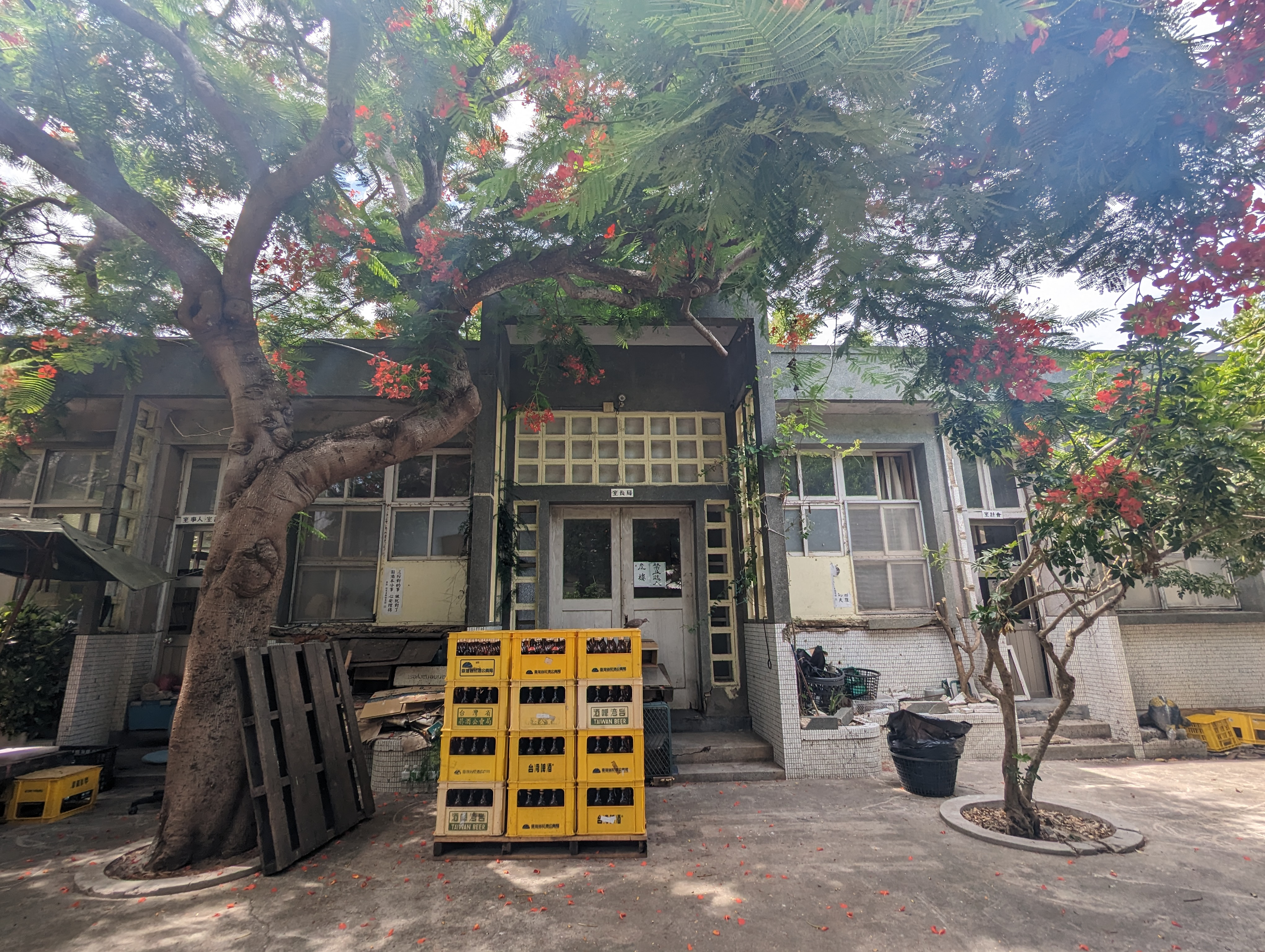
舊辦公廳
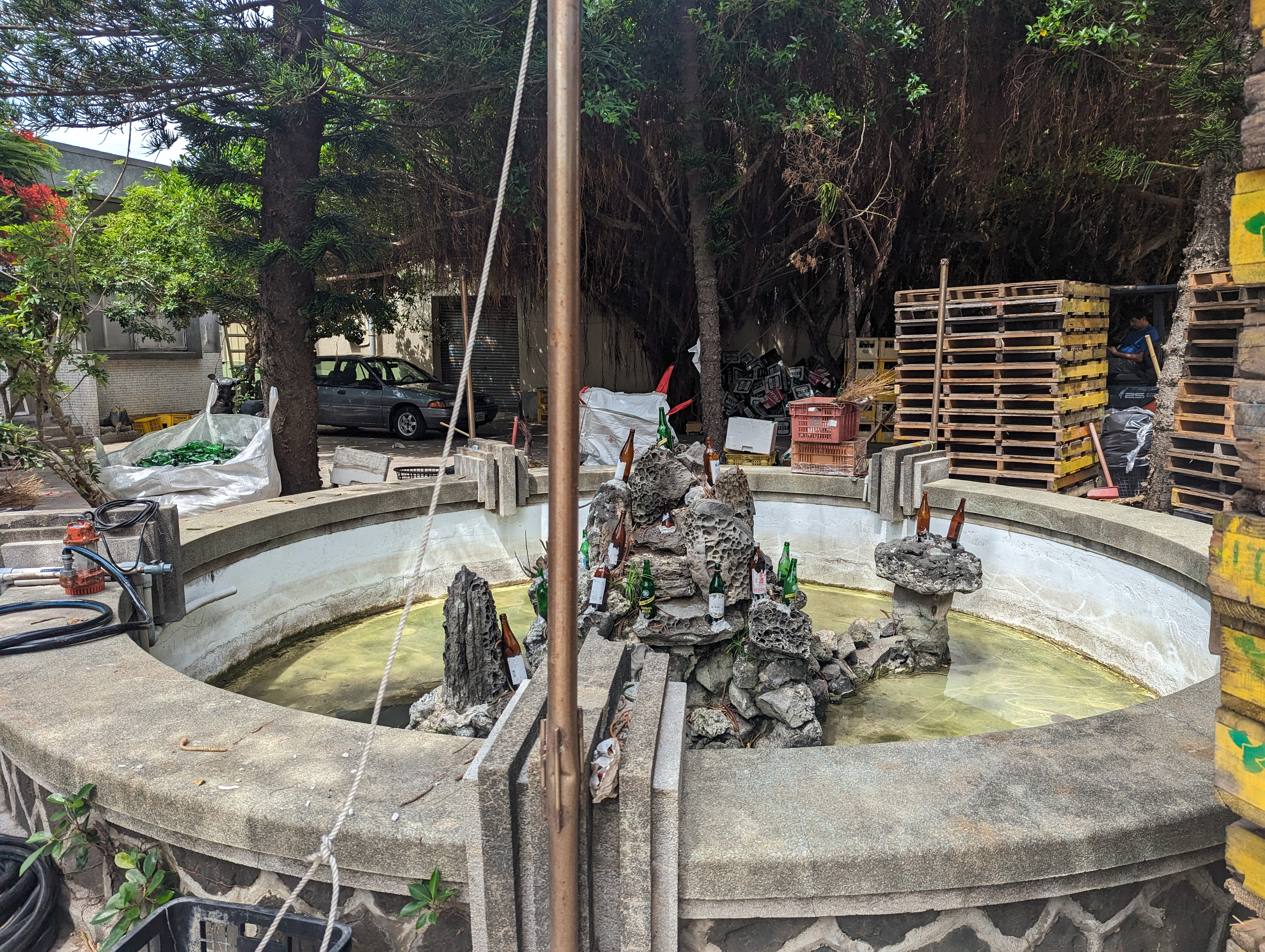
造景中庭
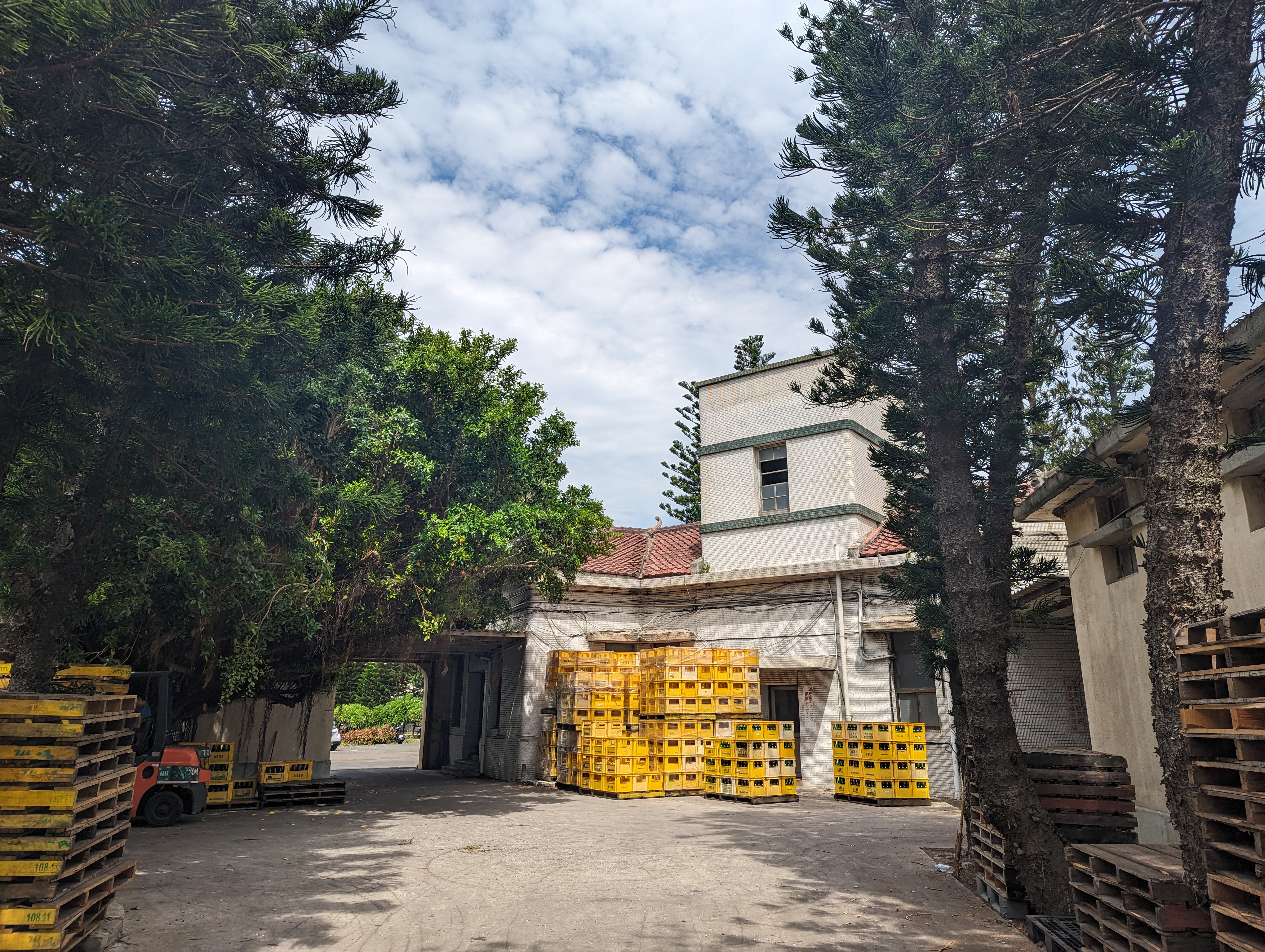
內部景觀
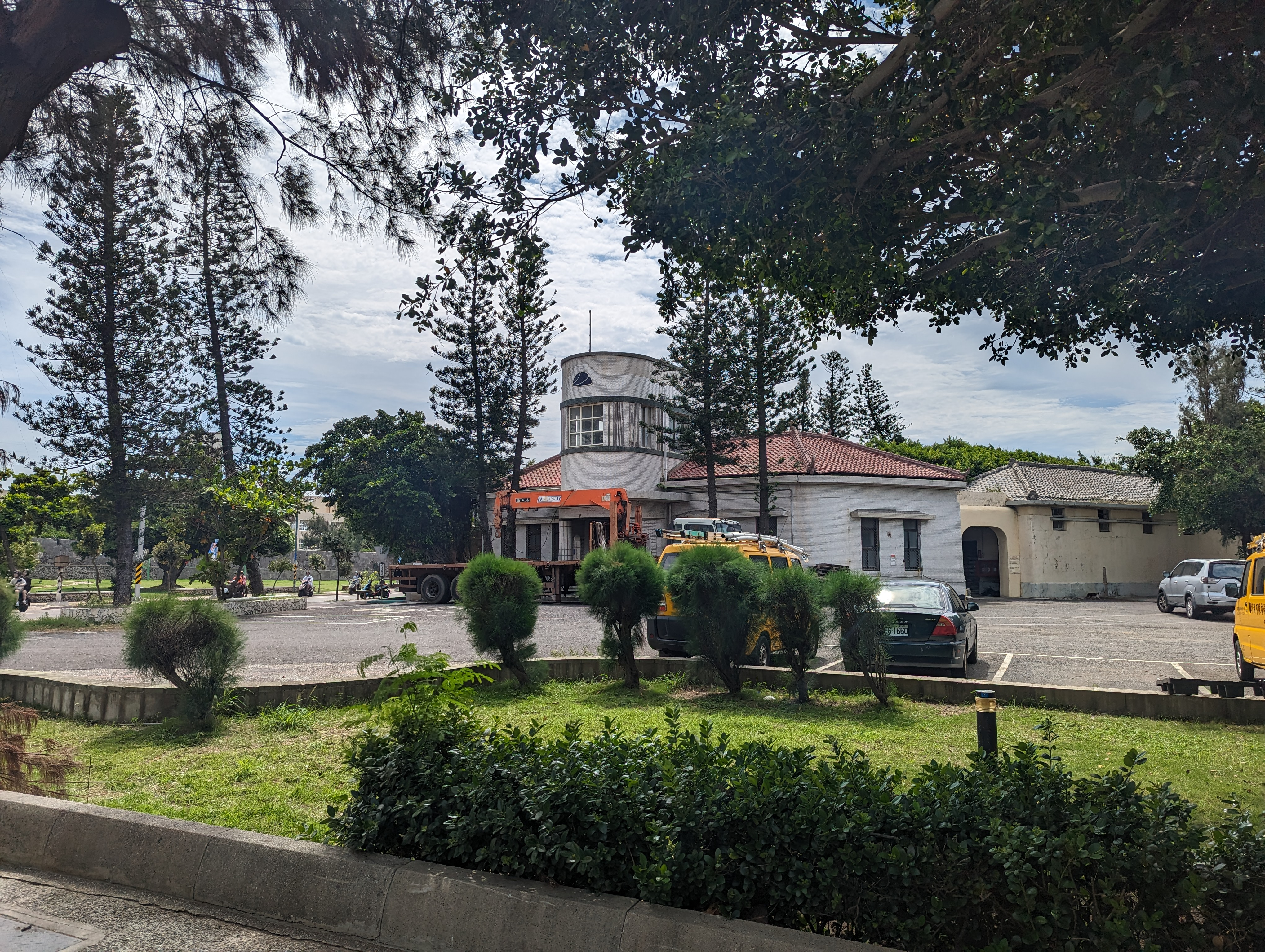
公賣局建築與停車廣場

### 周遭環境

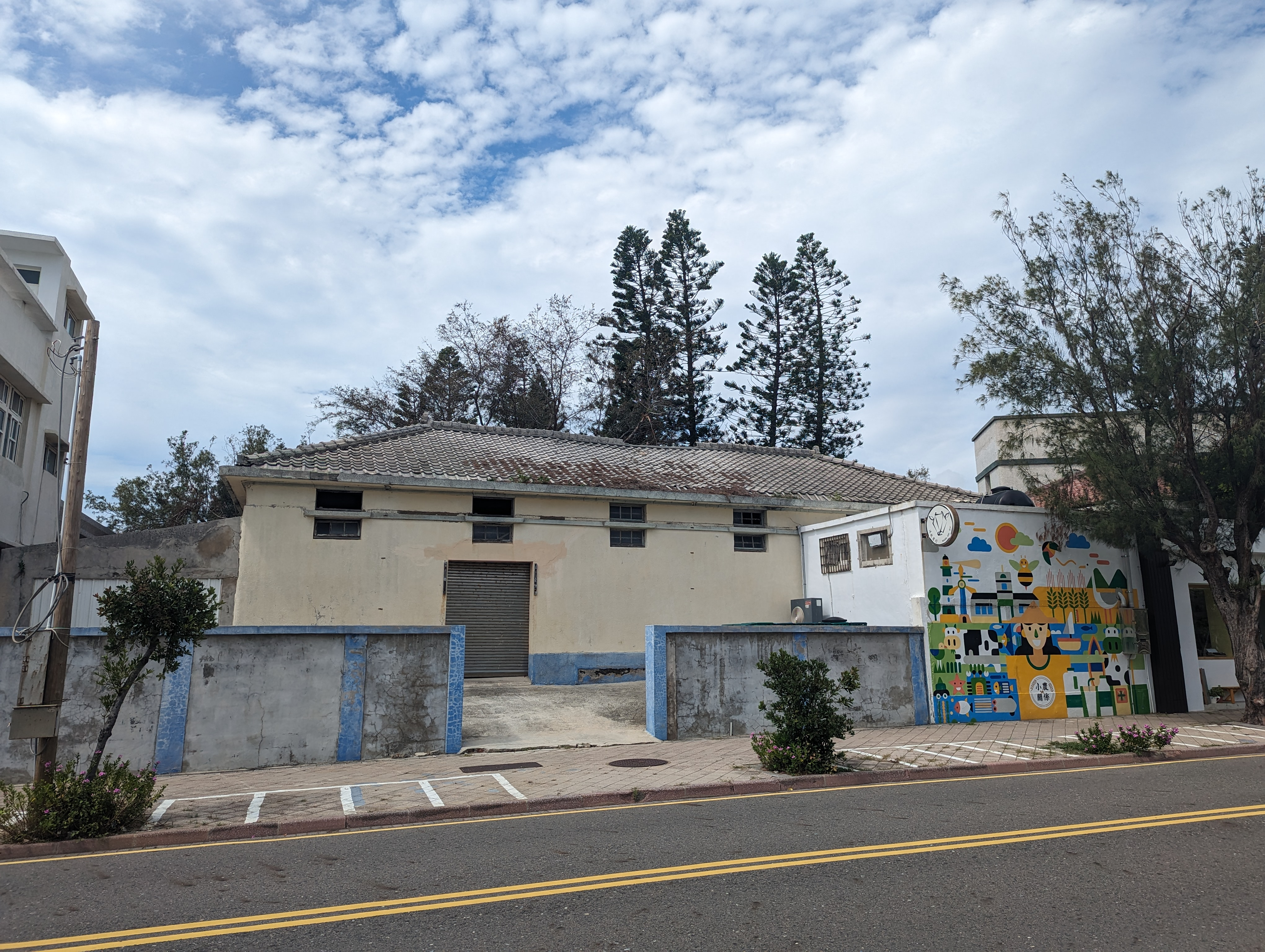
公賣局舊倉庫
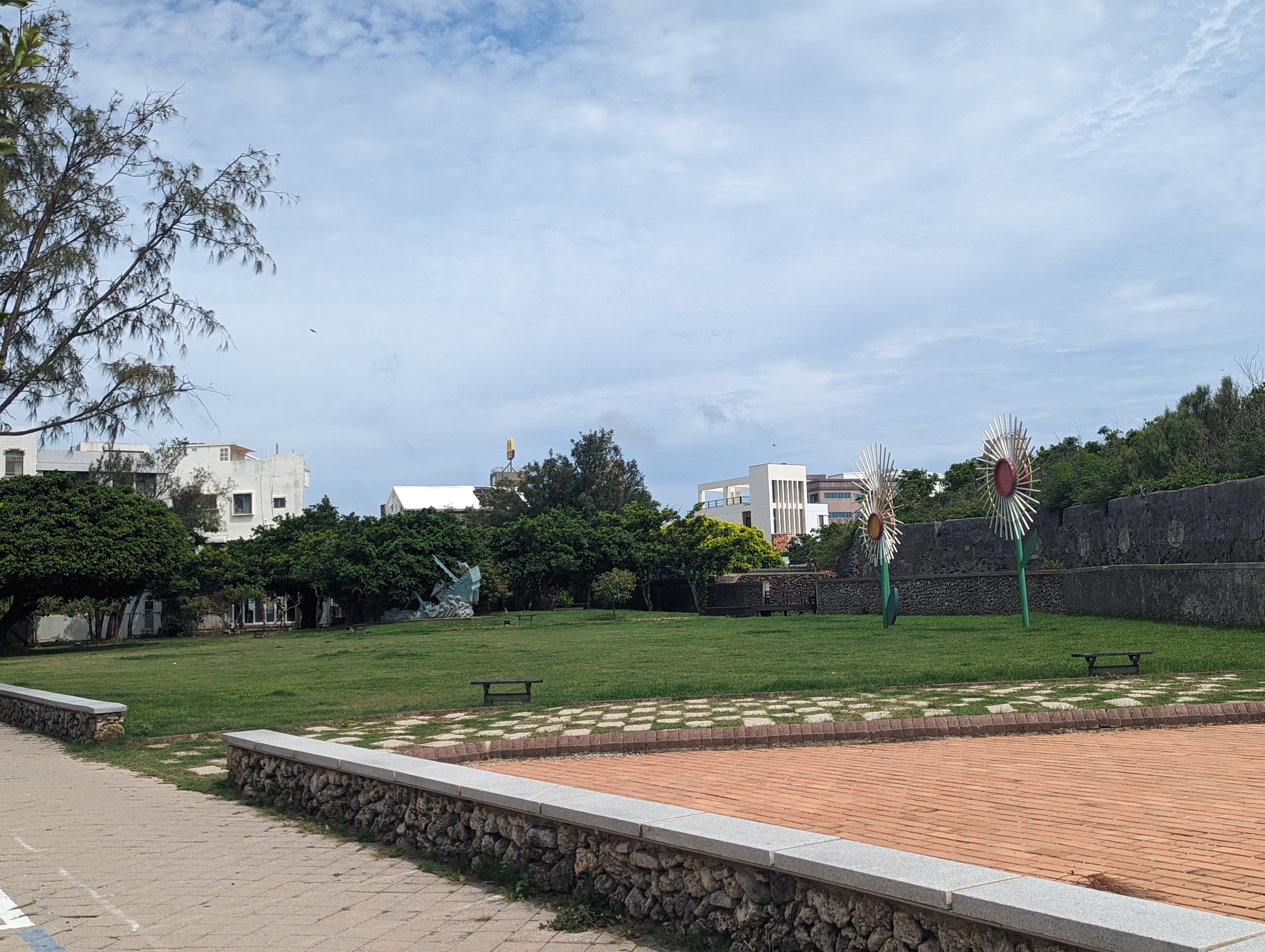
史蹟公園（前公賣局倉庫宿舍區）
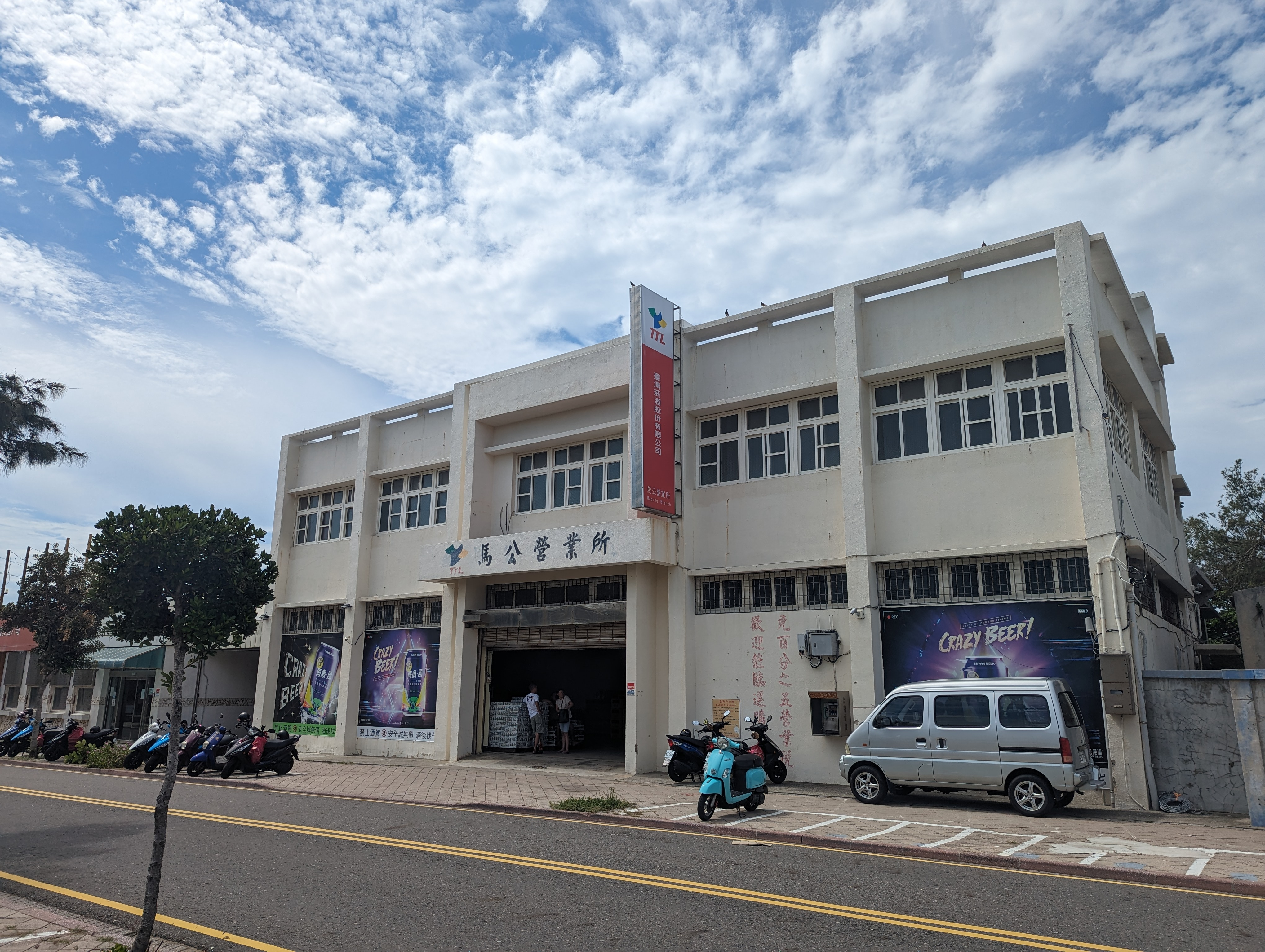
台灣菸酒公司馬公門市部
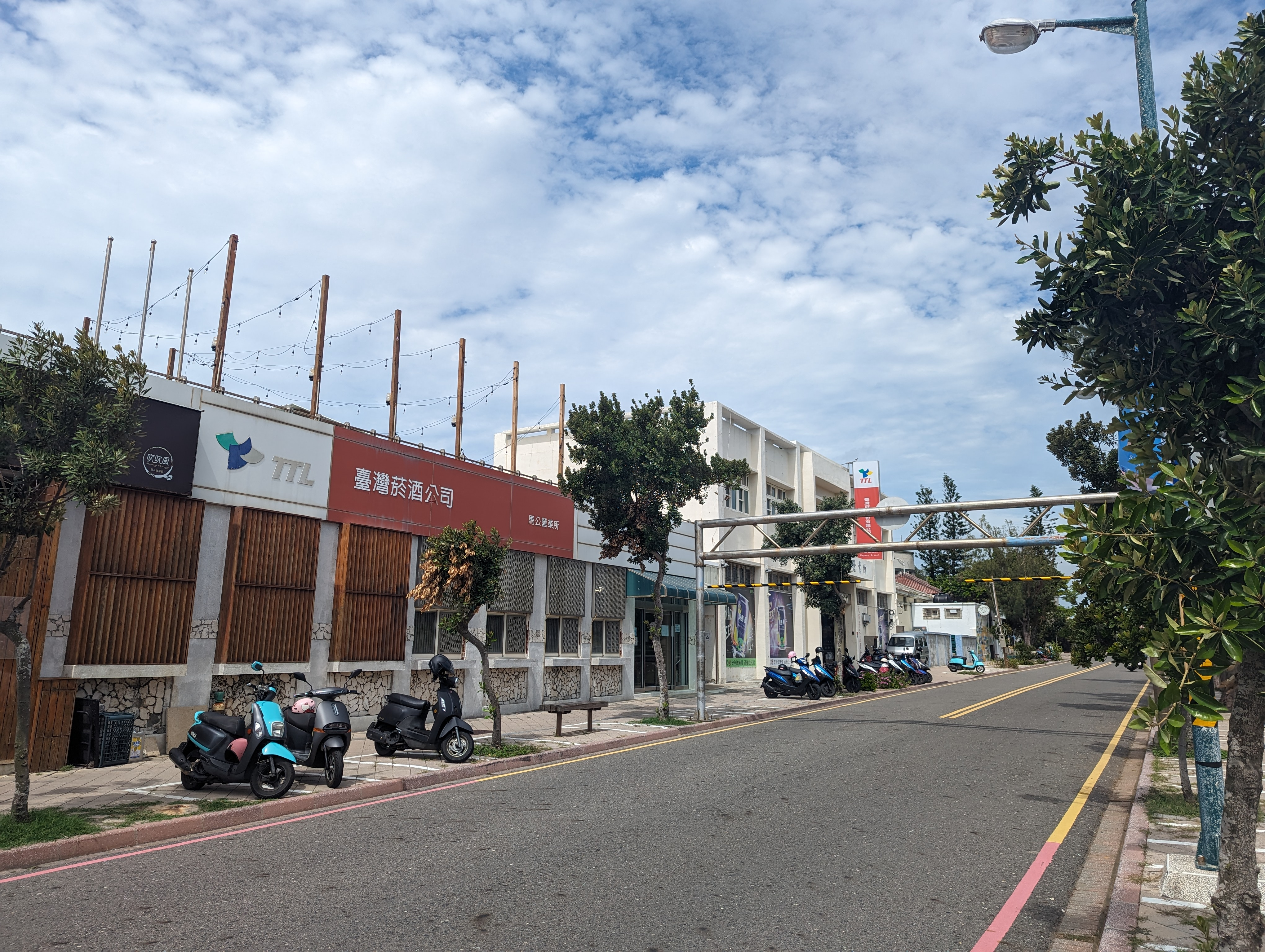
現今營業辦事處
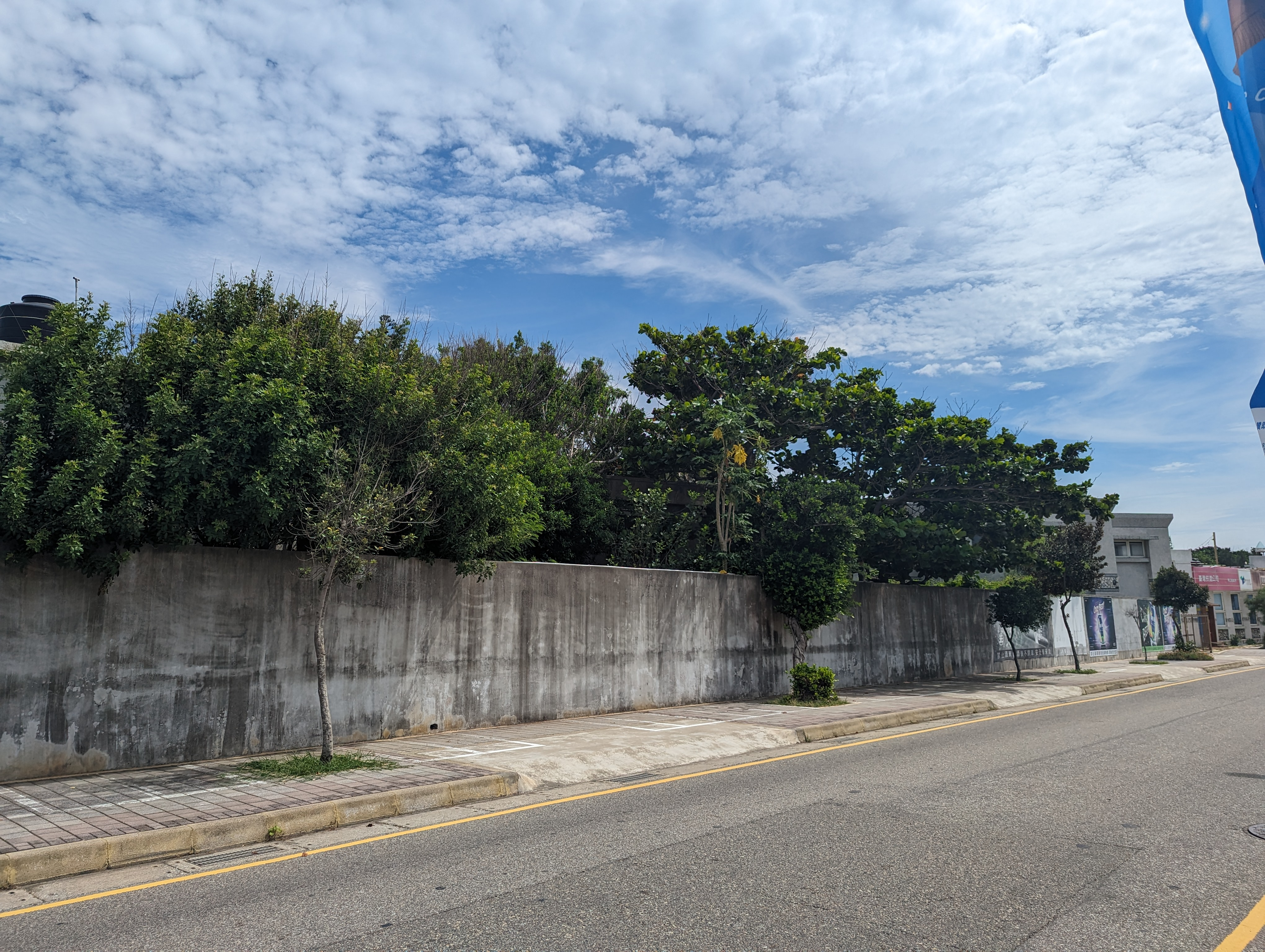
北側外圍牆

## 外部連結
23°34′04″N 119°33′50″E / 23.567803°N 119.563805°E
- 專賣局澎湖出張所 - 澎湖知識服務平台 （页面存档备份，存于）
- 專賣局澎湖出張所— 文化部國家文化資料庫 （页面存档备份，存于）
- 專賣局澎湖出張所日治時期職員名單— 臺灣總督府職員錄系統